# Friedrich Geisshardt
Friedrich Geisshardt (Sonnefeld, 22 gennaio 1919 – Sint-Denijs-Westrem, 6 aprile 1943) è stato un militare e aviatore tedesco, asso della Luftwaffe durante la seconda guerra mondiale con 102 vittorie accertate in 642 missioni incluse 37 di supporto aereo ravvicinato. Decorato con la Croce di Cavaliere della Croce di Ferro con fronde di quercia, con la Croce di Ferro di prima classe, l'Ordine militare della Croce Tedesca in oro, con la Coppa d'onore della Luftwaffe e con il Bild des Reichsmarschalls im Silberrahmen. Accreditato di aver abbattuto cinque, o più velivoli nemici nel corso di un solo combattimento aereo. Tre volte citato nel Wehrmachtbericht (29 giugno 1941, 21 aprile 1942 e 14 maggio 1942).

## Biografia

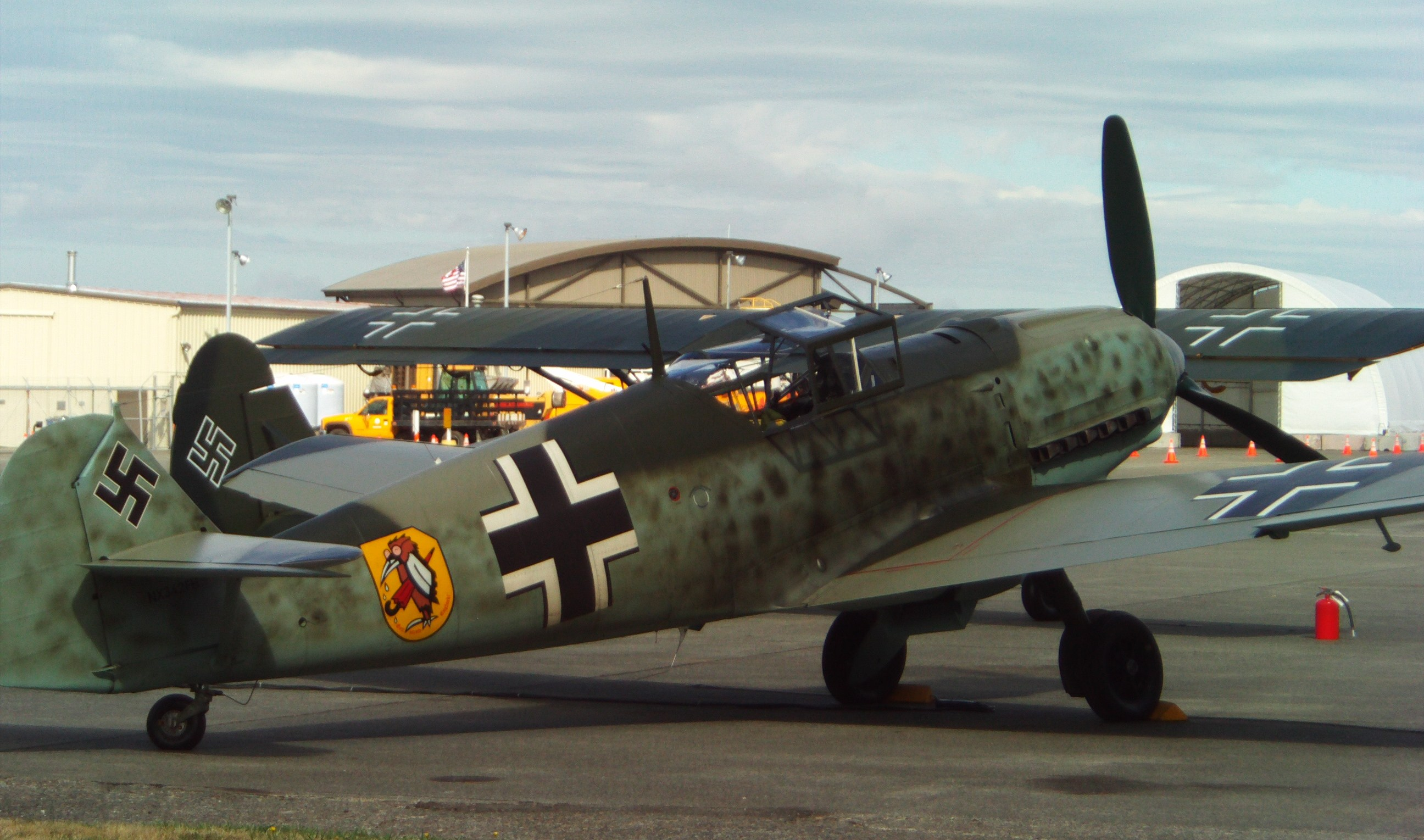
Un caccia Messerchmitt Bf 109E-3 fotografato a Payne Field, negli Stati Uniti d'America nel 2010.

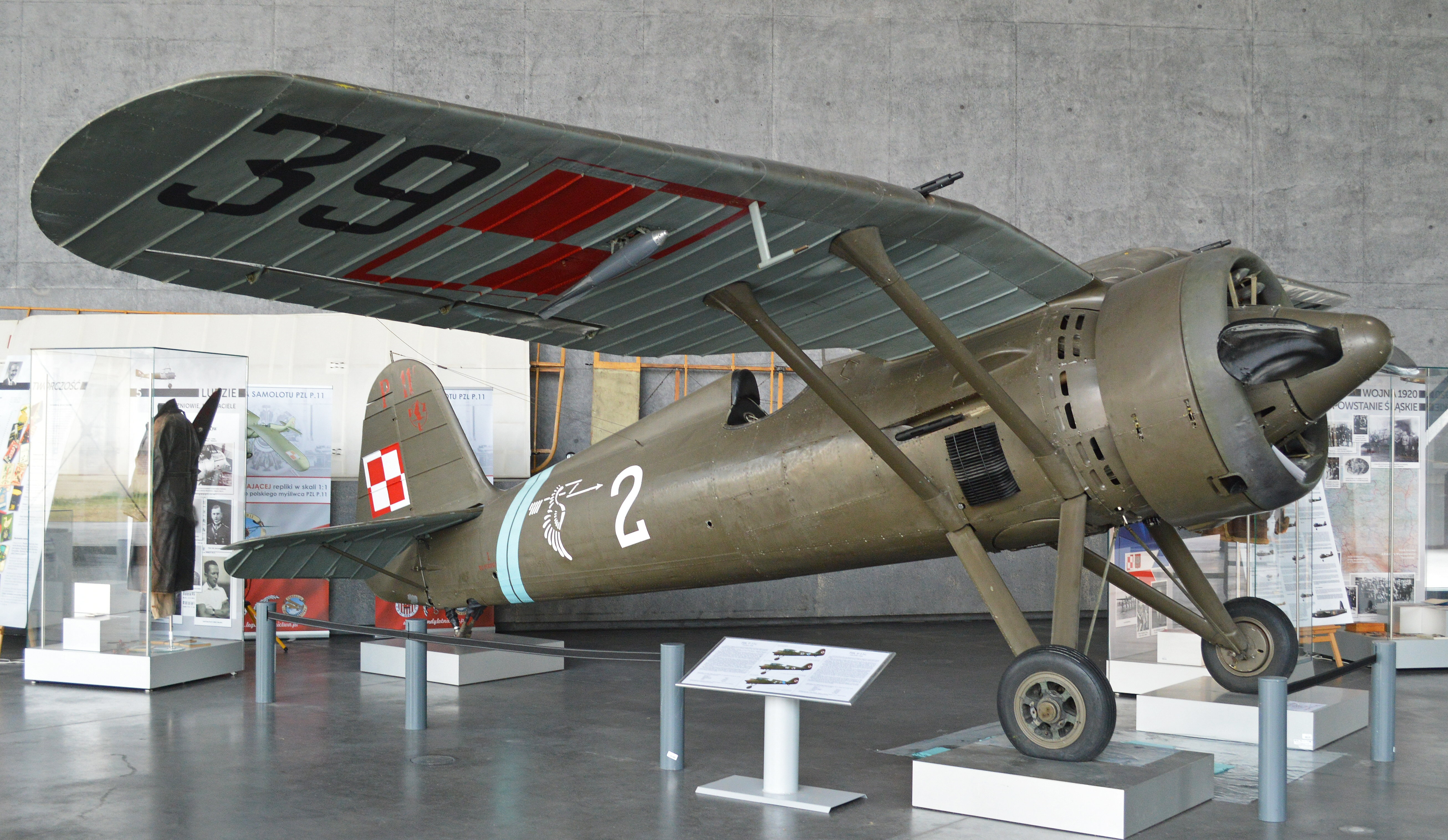
Un caccia PZL P.11c esposto presso il Muzeum Lotnictwa Polskiego di Cracovia, in Polonia, fotografato il 23 agosto 2013.

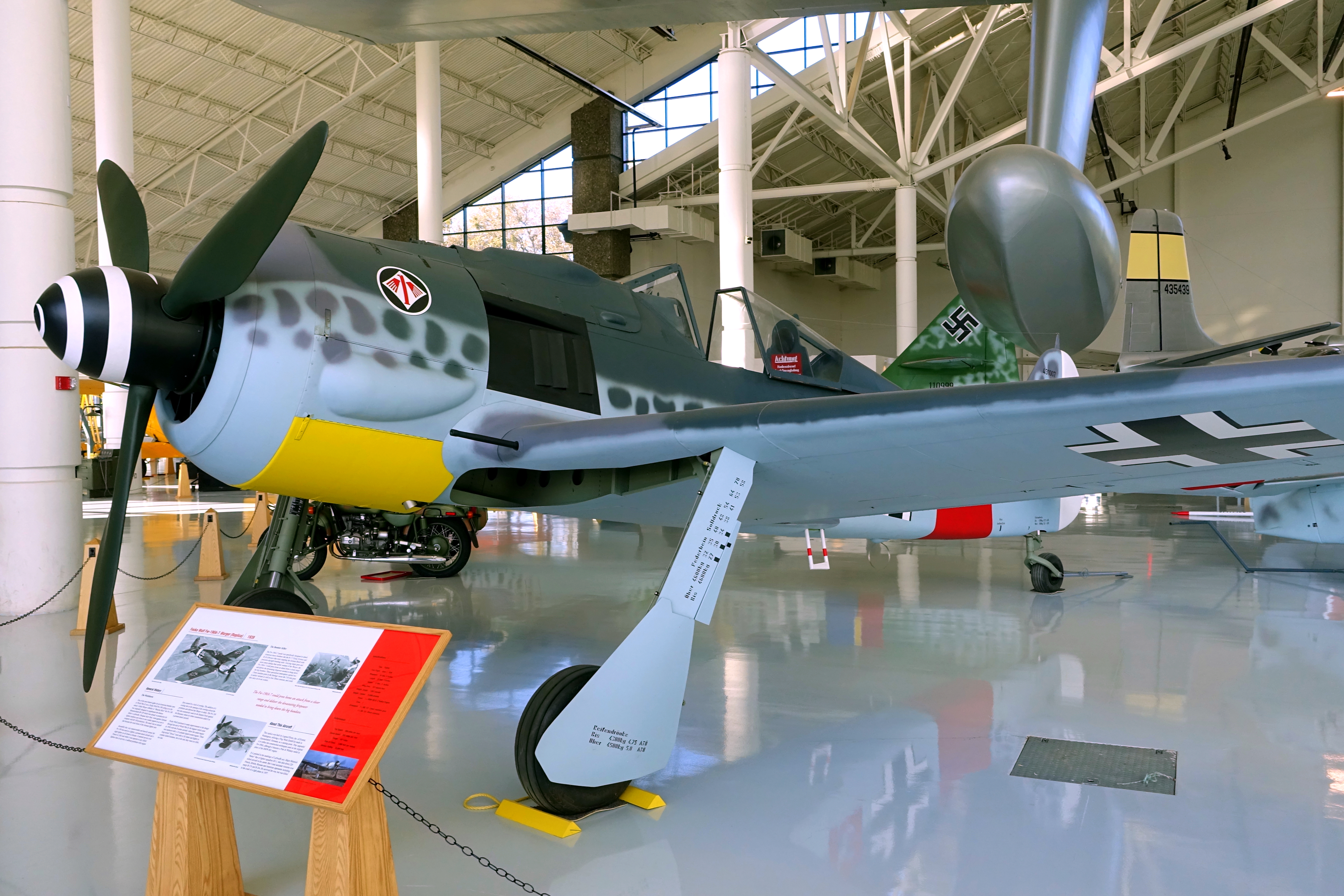
Un caccia Focke Wulf Fw-190A-7 esposto presso l'Evergreen Aviation & Space Museum di McMinnville, Oregon.

Nacque a Sonnefeld, vicino a Coburgo, nel distretto dell'Alta Franconia, il 22 gennaio 1919. Era figlio di un insegnante che morì ben presto a causa delle ferite riportate durante la prima guerra mondiale. All'età di quindici anni, si unì alla gioventù hitleriana (Flieger-HJ) e divenne un pilota di aliante. Nel 1937 si arruolò nella Luftwaffe, e il 1 luglio 1939 fu assegnato in servizio nel 2./Lehrgeschwader 2. 
All'atto dell'inizio della campagna di Polonia, il 1 settembre, la I. (Jagd)/LG 2 si trasferì a Lauenburg, vicino a Bromberg, a sostegno del 4. Armee del generale Günther von Kluge. Con il grado di unteroffizier conseguì la sua prima vittoria aerea, abbattendo un biplano PWS-26, quello stesso giorno. Il giorno seguente, volando su un Messerschmitt Bf 109E, dovette effettuare un atterraggio di emergenza dietro le linee polacche vicino a Włocławek a seguito di un combattimento con un aereo da caccia polacco PZL P.11. Dopo diverse ore di prigionia riuscì a fuggire durante la confusione causata da un attacco portato da un cacciabombardiere tedesco Junkers Ju 87 Stuka. Dopo aver camminato, e cavalcato su un cavallo rubato per cinque giorni, riuscì a raggiungere le linee tedesche.  Il 1º dicembre venne promosso u promosso a leutnant della riserva.
Il 27 febbraio 1940 fu trasferito sull'1./GN 2 partecipando alla battaglia di Francia e alla successiva battaglia d'Inghilterra, dove alla fine dell'anno rivendicò sei aerei della Royal Air Force (RAF) abbattuti, seguiti da altri sei nei primi mesi del 1941. A partire dal 6 aprile 1941 prese parte all'invasione della Jugoslavia e della Grecia, Operazione Marita,  abbattendo quello stesso giorno quattro caccia biplani Hawker Fury del 36° Grupa della Jugoslovensko kraljevsko ratno vazduhoplovstvo i pomorska avijacija. Durante la successiva invasione dell'isola di Creta, reclamò l'abbattimento di due caccia Hawker Hurricane. Alla fine del mese di aprile era stato fu assegnato come aiutante allo Stab del I. (Jagd)/LG 2.
In seguito all'invasione di Creta, il 18 giugno lo I. (Jagd)/LG 2 fu nuovamente subordinato a Jagdgeschwader 77 e trasferito a Bucarest, in Romania, in preparazione all'inizio dell'operazione Barbarossa, l'invasione tedesca del Unione Sovietica. Il 21 giugno lo JG77 si scierò a Roman, su un campo d'aviazione vicino al fiume Siret, e partire dal giorno successivo sostenne l'avanzata tedesca in forza allo Heeresgruppe Süd. Ottenne la sua prima vittoria aerea sul fronte orientale alle 05:52 del 23 giugno quando abbatte un bombardiere Tupolev SB-2. 
Al conseguimento della ventisettesima vittoria, il 30 agosto fu insignito della Croce di Cavaliere della Croce di Ferro. Nella prima parte del 1942 abbatté altri velivoli nemici in rapida successione. Il 3 e 4 febbraio 1942 lui e l'oberleutnant Erwin Clausen abbatterono tre Polikarpov R-5 o Polikarpov R-Z del 622 LBAP (Legkii Bombardirovochnyy Aviatsionyy Polk) e 672 LBAP. Ha ottenuto la sua quarantesimo vittoria Il 1 ° marzo 1942 conseguì la sua quarantesima vittoria contro un caccia Yakovlev nelle vicinanze di Slov"jans'k. Il 19 aprile raggiunse un totale di 51 vittorie aeree quando abbatté tre caccia Mikoyan-Gurevich MiG-3, e il giorno successivo divenne un "asso nella giornata " quando abbatté altri cinque MiG-3, guadagnandosi il suo secondo riferimento nel bollettino ufficiale, il Wehrmachtbericht.
Il 25 aprile divenne per la seconda volta un "asso in un giorno", il che gli valse la terza e ultima citazione nel Wehrmachtbericht. In tre distinte missioni di combattimento nell'area di Slov"jans'k, gli furono attribuite sette vittorie aeree, tre MiG-3, tre Lavochkin Gorbunov Gudkov LaGG-1 e un biplano di tipo sconosciuto. Promosso oberleutnant il 1 ° aprile, fu nominato Staffelkapitän del 3./JG 77 il 26 aprile.
Il 23 giugno ricevette le foglie di quercia sulla Croce di Cavaliere della Croce di Ferro per aver raggiunto le 79 vittorie aeree. Il premio fu consegnato presso il Führerhauptquartiere di Rastenburg il 28 e 29 giugno. A quella data, aveva ottenuto altre tre vittorie per un numero complessivo di 82.  Ad due altri ufficiali della Luftwaffe furono consegnate le foglie di quercia quello stesso giorno da Hitler, il pilota da caccia notturna hauptmann Helmut Lent e il collega pilota dello JG 77, Oberleutnant Heinrich Setz.
Poco tempo dopo la I. Gruppe dello JG 77, al comando dello hauptmann Heinrich Bär lasciò il fronte orientale per trasferirsi nel teatro operativo del Mediterraneo. Il 29 giugno 1942 la I. Gruppe lasciò Baherove, e via Odessa, Băneasa, Sofia, Salonicco, arrivò a Eleusi il 1 ° luglio. L'unità fu quindi trasferita in Sicilia dove arrivò sull'aeroporto di Comiso il 5 luglio, e venne subordinata al comando dello Jagdgeschwader 53 "Pik-As". Alla fine del mese di ottobre gli erano stati attribuiti ulteriori nove vittorie, conseguite nella battaglie aeree sopra Malta, tutti caccia Supermarine Spitfire. L'11 luglio richiese l'abbattimento di due Spitfire, uno dei quali non fu confermato. Gli fu attribuito l'abbattimento di un altro Spitfire su Luqa il 20 luglio. In un pattugliamento aereo da combattimento condotto dalle 09:30 alle 10:35 il 29 luglio, rivendicò un altro Spitfire abbattuto su Malta. Il I. Gruppe fu quindi riequipaggiato con i Messerschmitt Bf 109G-2, conversione che fu completata il 1 ° settembre, e il giorno 8 dello stesso mese abbatte un altro Spitfire. Il I Gruppe raggiunse la vittoria aerea numero 700 il 10 ottobre mentre egli festeggiò in quello stesso giorno la vittoria numero 89. Reclamò le sue ultime due vittorie sui cieli di Malta il 15 ottobre e fu promosso hauptmann il 24 ottobre 1942.
La I. Gruppe iniziò il trasferimento teatro nordafricano il 26 ottobre 1942. Quel giorno lui e altri cinque piloti della 3. Staffel volarono a Tripoli, in Libia,  Lì conseguì ulteriori nove vittorie, tra cui il suo centesima il 10 novembre 1942. Fu il 30º pilota della Luftwaffe a raggiungere quel traguardo. L'11 gennaio 1943 egli arrivò a Wevelgem, in Belgio, per divenire Gruppenkommandeur (comandante di gruppo) della III. Gruppe dello Jagdgeschwader 26 "Schlageter"  allora al comando del maggiore Josef Priller. La sua presunta arroganza disturbò alcuni dei piloti, che si sentivano trattati con disprezzo per non aver ancora conseguito la Croce del Cavaliere della Croce di Ferro.
Il 5 aprile 1943, mentre era ai comandi di Focke-Wulf Fw 190A-4 (Werknummer 7051) nello Schwarm di Priller, fu gravemente ferito in combattimento con bombardieri Boeing B-17 Flying Fortress dell'US Army Air Force (USAAF) del 306th Bomber Group. Colpito all'addome dal fuoco difensivo dei bombardieri, per sanguinando copiosamente riuscì ad atterrare regolarmente sul campo d'aviazione di Sint-Denijs-Westrem, in Belgio. Si spense la mattina successiva, il 6 aprile 1943.

### Fonti
1. 1 2 3  Thomas 1997, p. 194.
2. ↑  Spick 1996, pp. 3-4.
3. 1 2  Prien 1993, p. 967.
4. 1 2 3  Prien 1993, p. 973.
5. ↑  Mattioli 2011, p. 6.
6. 1 2 3  Stockert 2012, p. 1.
7. 1 2 3 4 5 6  Obermaier 1989, p. 51.
8. ↑  Weal 1996, p. 10.
9. ↑  Prien 1992, pp. 84-85.
10. ↑  Shores, Cull, Malizia 1987, p. 181.
11. ↑  Prien 1993, p. 631.
12. ↑  Prien 1993, p. 628.
13. ↑  Prien 1993, p. 642.
14. ↑  Bergström, Mikhailov 2001, p. 76.
15. ↑  Prien 1993, p. 942.
16. ↑  Weal 2007, p. 26.
17. ↑  Prien 1993, p. 1090.
18. ↑  Prien 1993, p. 1082.
19. ↑  Prien 1994, p. 1226.
20. ↑  Prien 1994, p. 1236.
21. ↑  Prien 1994, p. 1244.
22. ↑  Prien 1994, p. 1251.
23. ↑  Prien 1994, p. 1264.
24. ↑  Prien 1994, p. 1276.
25. ↑  Prien 1994, p. 1282.
26. ↑  Prien 1994, p. 1285.
27. ↑  Stockert 2012, p. 2.
28. ↑  Prien 1994, p. 1291.
29. ↑  Obermaier 1989, p. 243.
30. 1 2 3  Caldwell 1998, p. 43.
31. ↑  Fellgiebel 2000, p. 193.
32. ↑  Fellgiebel 2000, p. 60.
33. ↑  Patzwall, Scherzer 2001, p. 133.